# 26246 Mikelake
26246 Mikelake (tên chỉ định: 1998 QN46) là một tiểu hành tinh vành đai chính. Nó được phát hiện bởi dự án Nghiên cứu tiểu hành tinh gần Trái Đất Lincoln ở Socorro, New Mexico, ngày 17 tháng 8 năm 1998. Nó được đặt theo tên Michael Lake, an American educator ở Dix Hills, New York.